# كأس هولندا السياحية 2005
كأس هولندا السياحية 2005 هو سباق دراجات نارية أقيم بتاريخ 25 يونيو 2005 في حلبة أسن تي تي. كان الجولة السابعة من أصل 17 في سباق الجائزة الكبرى للدراجات النارية موسم 2005. فاز فالنتينو روسي بفئة الموتو جي بي بينما جاء ماركو ميلاندري في المركز الثاني وحصل على المركز الثالث كولين إدواردز.

## وصلات خارجية
- الموقع الرسمي